# Louise von Plessen
Louise, komtesse (von) Berckentin, gift Louise von Plessen fødtes 26. april 1725 i Wien som datter af gesandt Christian August von Berckentin og Susanne Margretha von Boineburg zu Honstein.
Hun opvoksede det meste af sin barndom i fødebyen Wien, hvor hendes mor døde i 1732, kun 35 år gammel. Senere boede Louise i kort årrække hos en moster, der var stiftsdame og bosat på Vallø Slot, inden hun som 15-årig blev hofdame hos Dronning Sophie Magdalene. I 1744 ægtede hun major Christian Sigfred von Plessen til Glorup, der var ni år ældre end hende selv. Louise hed derefter officielt Louise Scheel von Plessen. Efter han indstillede sin militærkarriere, blev han amtmand over København i 1750 og siden deputeret for finanserne. Parret modtog af dronningen ordenen l'union parfaite. C.S. von Plessen døde i 1755 og gjorde Louise til enke i en alder af 30 år. Hun giftede sig ikke igen og ægteskabet var barnløst.
Efter ægtemandens død flyttede Louise ind i det Berckentinske Palæ i Bredgade og boede her hos sin far, der i 1750 var blevet ophøjet til greve, indtil dennes død i 1758. Hun arvede faderens ejendomme og betydelige formue, men trak sig tilbage på landstedet Kokkedal (i dag kendt som Kokkedal Slot) mens palæet i Bredgade blev lejet ud til H. C. Schimmelmann og senere solgt til ham i 1761.
I 1766 lod hun sig modstræbende overtale til at vende tilbage til hoffet – som overhofmesterinde for Christian 7.'s unge dronning, Caroline Mathilde. Louise von Plessen var en dannet og ordentlig kvinde og kunne ikke forlige sig med det kaos, der herskede hos Christian den 7.'s hof med hor, druk og orgier. Kongen selv var på det tidspunkt en flittig gæst blandt byens ludere, heriblandt Støvlet-Katrine. Louise von Plessen søgte at skåne Caroline Mathilde, der endnu kun var et stort barn, for denne uorden – og blev senere beskyldt for bevidst at have holdt kongen og dronningen adskilt og dermed have bidraget til ufreden mellem de to ægtefolk.
De adelspersoner som følte sig tilsidesat af det kaos, der herskede under Christian den 7. fandt i Louise von Plessen et naturligt samlingspunkt. Hofsnoge og intrigemagere blev bange for den magt hun kunne få sammen med dette selskab og igennem dronningen. I 1768 blev hun af kongens magtfulde yndling grev Frederik Vilhelm Conrad Holck tvunget til, uden varsel, at forlade sin stilling og København – uden dronningens vidende. Kort efter blev hun beordret til også at forlade landet. Margrethe von der Lühe, grev Holcks søster, blev i stedet dronningens overhofmesterinde.
Hun tog bolig i Celle i Hannover, hvor hun holdt et stort hus. I tiden efter hendes forvisning nedskrev hun nogle kortfattede erindringer om sin tid ved hoffet, "Mémoire de la cour de Danemark", som senere er udgivet. I 1771 blev hun den første modtager af den nystiftede Mathilde-orden og bar dermed hele to ridderordener – hun og Caroline Mathilde opretholdt et livslangt venskab, også efter Louise von Plessens landflygtighed.
Senere ville skæbnen, at Dronning Caroline Mathilde også skulle blive forvist til Celle i kølvandet på Johann Friedrich Struensees fald. Caroline Mathilde tog ophold på slottet i byen og således blev de to forenet igen i 1772. Caroline Mathilde døde imidlertid kun få år efter, den 10. maj 1775 – knap 24 år gammel – efter et slemt tilfælde af skarlagensfeber.
Louise von Plessen levede længe endnu og blev en meget afholdt borger i byen. Indbyggerne var meget taknemmelige for hendes mange godgørende tiltag og gøremål. Hun døde i Celle den 14. september 1799, 74 år gammel. Hun førtes til domkirken i Lübeck, hvor hun stedtes til hvile i familiens gravkapel.
Der findes portræt af Louise von Plessen ophængt på Saltø.